# 町田龙太
町田龙太（Lyoto Machida，1978年5月30日—）是一名巴西日裔综合格斗選手，目前与勇士综合格斗签约，正在参加中量级比赛。他以前曾参加终极格斗冠军赛，在那里他是前UFC轻重量级冠军，以及UFC中量级冠军挑战者。